# Stora Abborrtjärnen (Sätila socken, Västergötland, 639049-129286)
Stora Abborrtjärnen är en sjö i Marks kommun i Västergötland och ingår i Kungsbackaåns huvudavrinningsområde. Sjön är 12,5 meter djup, har en yta på 0,053 kvadratkilometer och befinner sig 139 meter över havet.